# Fabrizio Silei
Fabrizio Silei (Firenze, 1º luglio 1967) è uno scrittore italiano.

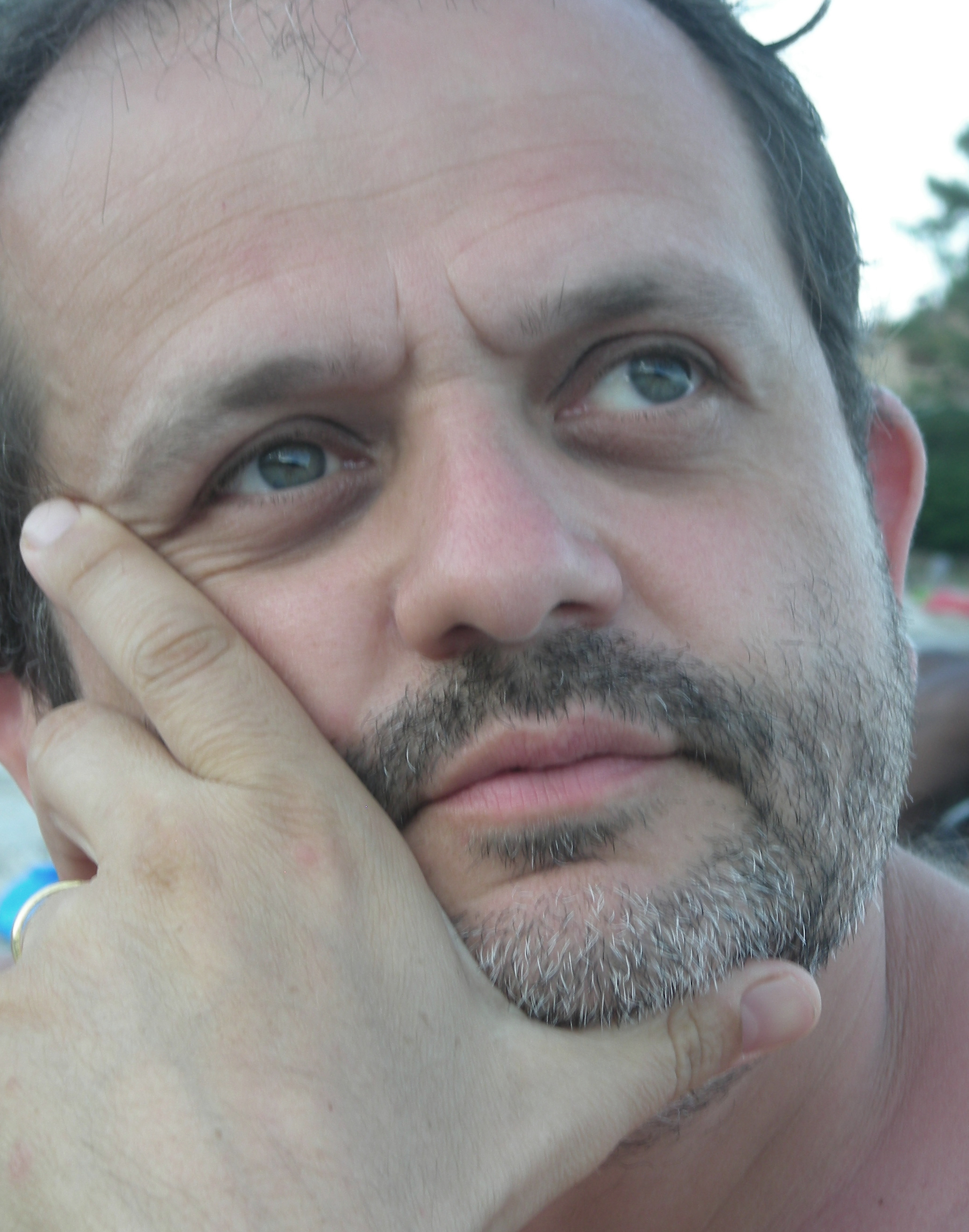
Fabrizio Silei

Tra le sue opere più famose vi sono Se il diavolo porta il cappello, La doppia vita del Signor Rosemberg, Il bambino di vetro, Bernardo e l'angelo nero, Alice e i Nibelunghi, Il pugnale di Kriminal, L'Autobus di Rosa, ispirato alla storia dell'americana Rosa Parks, è stato tradotto in quindici lingue e portato in scena in diversi teatri italiani, con il patrocinio di Amnesty International.
Nel 2012 con Il bambino di vetro vince il Premio Andersen per il miglior libro nella categoria 9-12 anni.
Nel 2014 vince nuovamente il Premio Andersen come miglior scrittore con la seguente motivazione "Per essere la voce più alta e interessante della narrativa italiana per l'infanzia di questi ultimi anni.
Per una produzione ampia e capace di muoversi con disinvoltura e ricchezza fra registri narrativi diversi: dall'umorismo alla misura breve del racconto per i più piccoli, dall'albo illustrato al romanzo per adolescenti, dal progetto creativo ad un forte impegno civile. Per una costante e limpida qualità della scrittura."
Nel 2024 con Hikikomori, scritto a quattro mani con Ariela Rizzi, vince il Premio Bancarellino.
Silei è anche artista, grafico, designer. Nel 2014 ha fondato a Pescia vicino Collodi L'Ornitorinco Atelier.
Fra i suoi libri e cofanetti creativi per i più piccoli ricordiamo: L'inventastorie, L'inventamostri, L'inventcittà, C'era una volta, L'invenzione dell'ornitorinco.

## Opere

### Romanzi e racconti
- Dalla luna alla terra. 5 ecofiabe per un pianeta da salvare, Nuovi Equilibri, 2006
- Alice e i nibelunghi, Salani, 2008
- Alfabetiere del viaggiare sicuri, Artebambini, 2010
- Bernardo e l'angelo nero, Salani, 2010
- CartArte: carta e cartone fra creatività, gioco ed arte, Artebambini, 2010
- Prima che venga giorno, Lineadaria, 2010
- Il pugnale di Kriminal, Lineadaria, 2010
- Ruggiti di carta, Fatatrac, 2010
- Il bambino di vetro, Einaudi Ragazzi, 2011; 2ª ed.,  2015
- C'era una volta..., Artebambini, 2011
- L'invenzione dell'ornitorinco, Artebambini, 2011
- Latte di gallina, Emme Edizioni, 2011
- L'autobus di Rosa, Occhio acerbo, 2011
- La doppia vita del signor Rosemberg, Salani, 2012
- L'inventastorie, Fatatrac, 2012
- La notte della vendetta, Piemme, 2012
- Un pitone nel pallone, Salani, 2012
- Alfabetiere, ElectaKids, 2013
- I cioccolatini di Mister Pig, Emme, 2013
- Se il diavolo porta il cappello, Salani, 2013
- La chitarra di Django, Uovonero, 2014
- Fuorigioco, Orecchio acerbo, 2014
- Jack e il pennello magico, Emme, 2014
- La notte della vendetta, Piemme, 2014
- Le storie della merla, Einaudi Ragazzi, 2014
- Zelig, il piccolo leone, Emme, 2014
- Mio nonno è una bestia!, Il sole 24 ore, 2015
- Nemmeno con un fiore, Giunti 2015
- Bernardo e l'angelo nero Salani, 2016
- Al posto del naso, Fatatrac, 2016
- Katia viaggia leggera, San Paolo, 2016
- La prima volta che, Il Castoro, 2016
- Storia di una volpe, Einaudi Ragazzi, 2016
- Tre leoni per sette leoni, Emme, 2016
- Il maestro, Orecchio acerbo, 2017
- Più veloce dei sogni, Mondadori, 2017
- L'università di Tuttomio, Il Castoro, 2017
- Trappola per volpi, Giunti Editore, 2019
- La Rabbia del Lupo, Giunti Editore, 2021
- Gli Occhi del Serpente, Giunti Editore, 2023
- Hikikomori (con Ariela Rizzi), Einaudi Ragazzi, 2023
- L' isola dei silenzi, Tea, 2025